# جامعة ستوني بروك
جامعة ستوني بروك (بالإنجليزية: Stony Brook University)‏ هي جامعة أمريكية بحثية حكومية  تأسست عام 1957، تقع في مدينة ستوني بروك في ولاية نيويورك الأمريكية. يشار إليها عادة باسم جامعة ستوني بروك (SBU) أو (SUNY Stony Brook). وهي واحدة من أربعة مراكز جامعية لنظام جامعة ولاية نيويورك. في البداية تأسست الجامعة في خليج أويستر في 1957ككلية الولاية الجامعية في لونغ آيلاند ، وانتقلت إلى ستوني بروك في عام 1962. في عام 2001 ، تم انتخاب ستوني بروك لعضوية رابطة الجامعات الأمريكية. وهي أيضًا عضو في جمعية أبحاث الجامعات الكبرى.  وهي مصنفة ضمن «R1: جامعات الدكتوراه - نشاط بحثي مرتفع جدًا». [بحاجة لمصدر]
تعمل جامعة ستوني بروك بالشراكة مع معهد باتيل التذكاري ، و مختبر بروكهافن الوطني - وهو مختبر وطني تابع لوزارة الطاقة الأمريكية. حصلت الجامعة على أرض لمجمع الأبحاث والتطوير بجوار الحرم الجامعي الرئيسي في عام 2004 ، ولديها أربع حاضنات أعمال في جميع أنحاء المنطقة. يبلغ تأثير الجامعة على اقتصاد لونغ آيلاند 7.23 مليار دولار في زيادة الناتج ، وقد تجاوزت ميزانية البحث 230 مليون دولار سنويًا.  ستوني بروك هي من أكبر أماكن التوظيف بموقع واحد في لونغ آيلاند. تم تسجيل 26،814 طالبًا في الجامعة ، التي لديها أكثر من 15000 موظف وأكثر من 2700 من أعضاء هيئة التدريس.

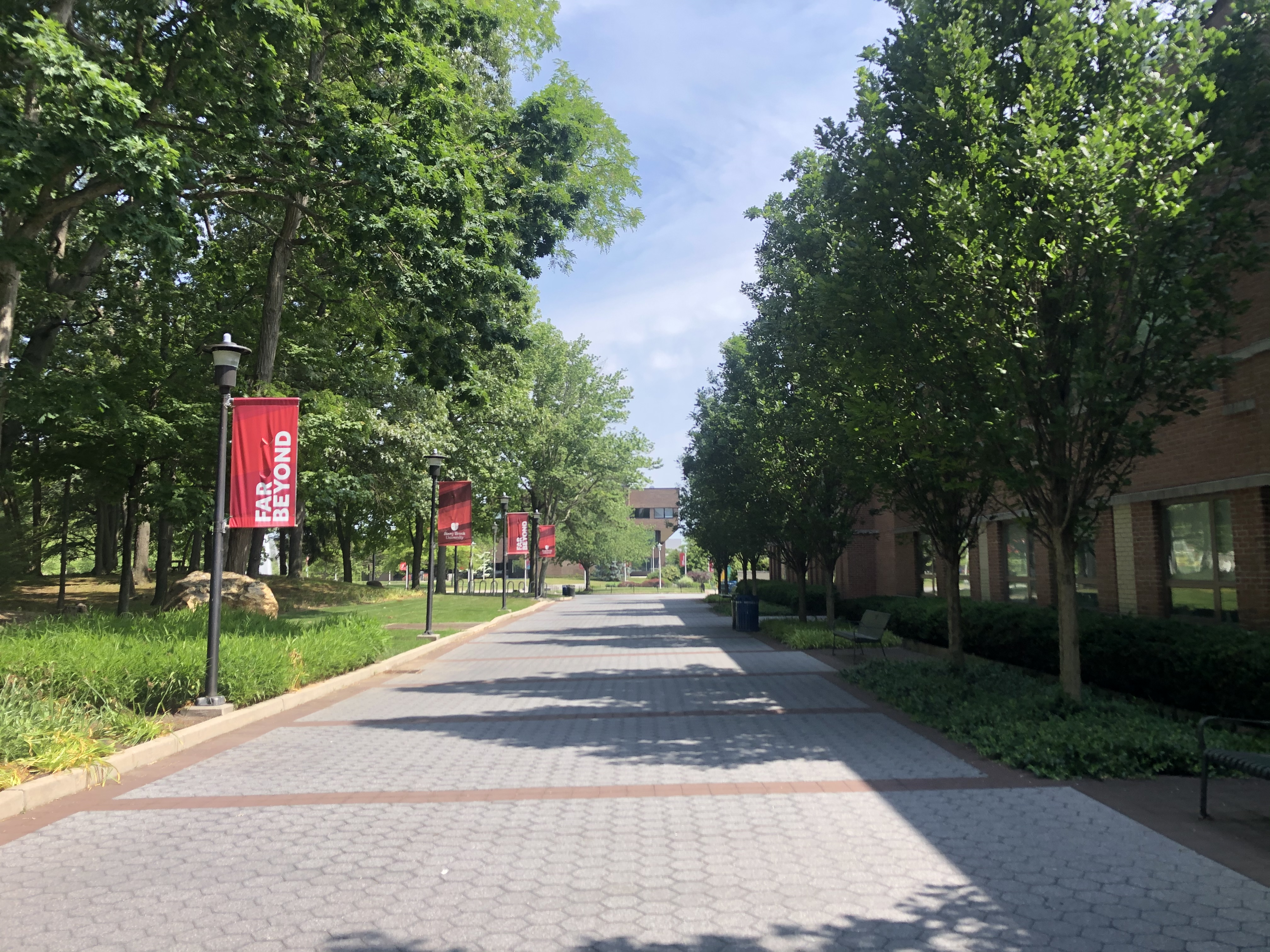
جامعة ستوني بروك

## وصلات خارجية
- الموقع الرسمي